# Intermezzo (opera)

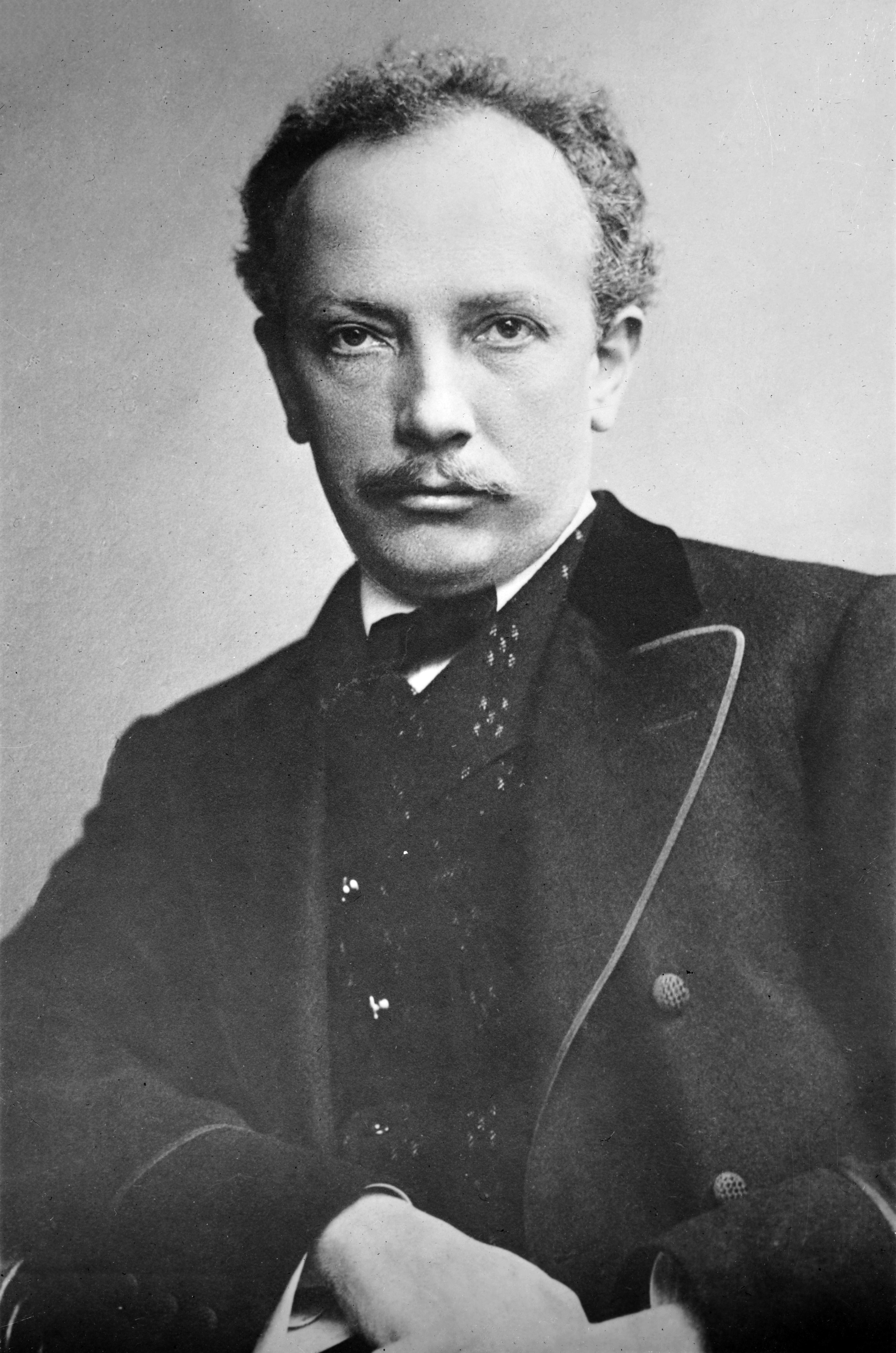
Richard Strauss

Intermezzo (op. 72) är en opera i två akter med musik och text av Richard Strauss från 1924. Underrubriken är Eine bürgerliche Komödie mit sinfonischen Zwischenspielen in zwei Aufzügen (En borgerlig komedi med symfoniska mellanspel i två akter).

## Historien bakom operan
År 1902 råkade Strauss fru Pauline öppna ett brev som var adresserat till hennes man medan han var bortrest:
| ” | Bäste Herr Strauss, Jag hade förväntat mig att se er igår på Union Bar, men tyvärr förgäves. Jag skriver därför för att be er om ni kunde låta mig få några biljetter till måndag och onsdag denna vecka. Tack på förhand, vänliga hälsningar, Mieze Mücke. Lüneberger Strasse 5. | „ |

Efter att ha väntat en vecka meddelade hon sin man, genom deras advokat, att hon ville ta ut skilsmässa på grund av otrohet. Strauss skrev tillbaka och förklarade att han aldrig hade varit på Union Bar, att han aldrig hade hört talas om Mieze Mücke och att denna Mieze måste ha misstagit honom för någon annan. Advokaten lyckades lösa mysteriet: Mannen i fråga hette Joseph Stransky och var liksom Strauss dirigent. Han hade befunnit sig på Union Bar tillsammans med en italiensk tenor vid namn Emilio De Marchi (som hade sjungit den förste Cavaradossi i Tosca av Puccini år 1900) och de hade kommit i samspråk med Mieze Mücke. Samtalet rörde opera och kvinnan hade frågat om biljetter. De Marchi pratade tyska med en stark italiensk brytning, vilken uteslöt bokstaven 'n', så hon hörde det som att "Herr Strausky" skulle ordna det. När hon inte hörde något slog hon upp hans namn i telefonkatalogen men hittade inte någon med det namnet. Däremot hittade hon en "Strauss, Richard, Kapellmästare" och antog att det måste vara rätt person. Missförståndet klarades ut och Pauline Strauss tog tillbaka sin anmälan om skilsmässa.

## Tillkomstshistorik

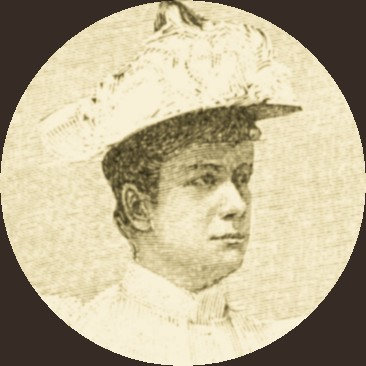
Fru Pauline Strauss, född de Ahna.

Under det mödosamma arbete med operan Die Frau ohne Schatten och dess psykologiska libretto med sagomotiv kände Strauss att han nästa gång ville komponera något mer lättsamt från nutiden. 25 maj 1916 skrev han i ett brev till Hugo von Hofmannsthal, sin mångårige librettist, om ett förslag på "en fullständigt modern, av karaktären absolut realistisk psykologisk komedi". von Hofmannsthal vägrade skriva något nutida, "inte ens med den bästa vilja i världen skulle jag kunna göra det du ber mig om". Strauss vände sig då till författaren Hermann Bahr och berättade historien om Mieze men denne sa att Strauss själv var den ende som kunde skriva något sådant. På en vecka skrev Strauss texten som var vardaglig och kryddad med dialektala uttryck. Handlingen rörde sig om en dirigent vid namn "Robert Storch" och hans grälsjuka hustru. Att det var sig själv och sin fru han skrev om var det ingen tvekan om, även om Pauline Strauss inte hade en aning om handlingen förrän på premiären. Till och med dekoren var en exakt avbild av makarna Strauss villa i Garmisch-Partenkirchen. Arbetet med operan, som från början hade titeln Das eheliche Glück (Den äktenskapliga lyckan), skulle ta fem år att fullborda. Musiken var skriven i en blandning av sång, tal och recitativ för att ge det hela en känsla av vardaglighet och verklighetsnära. Strauss var alltid väldigt noga att texten skulle kunna höras och förstås av publiken. Bara i enstaka fall komponerade han orkesterklanger som dränkte sångarna, men då endast för musikens maximala effekt. Inget gladde honom mera än när någon efter en föreställning av Elektra sa att denne hade uppfattat varje ord. Därför valde han i Intermezzo en medveten talsång utan arior, mer som en prosatext till med musik.
Operan var klar den 21 augusti 1924 och premiären var den 4 november samma år på Semperoper i Dresden med Fritz Busch som dirigent. Sopranen Lotte Lehmann sjöng "Paulines" karaktär (som i operan heter "Christine") och skrev senare om premiären:
Jag skulle ha vetat bättre än att fälla en vårdslös kommentar i Paulines närvaro. Efter premiären samlades vi i hotellets lobby, omgivna av en folkmassa som alla hade varit på operan och nu ogenerat ville skåda Pauline och hennes berömda man. Jag sade "Denna opera är verkligen en fantastisk gåva till dig från din man, eller hur?". Spända väntade alla på hennes svar. Hon tittade sig omkring, kastade en snabb blick på sin man och sade sedan med hög och klar röst: "Jag bryr mig inte alls." Pinsam tystnad. Strauss log.

## Om operan
.

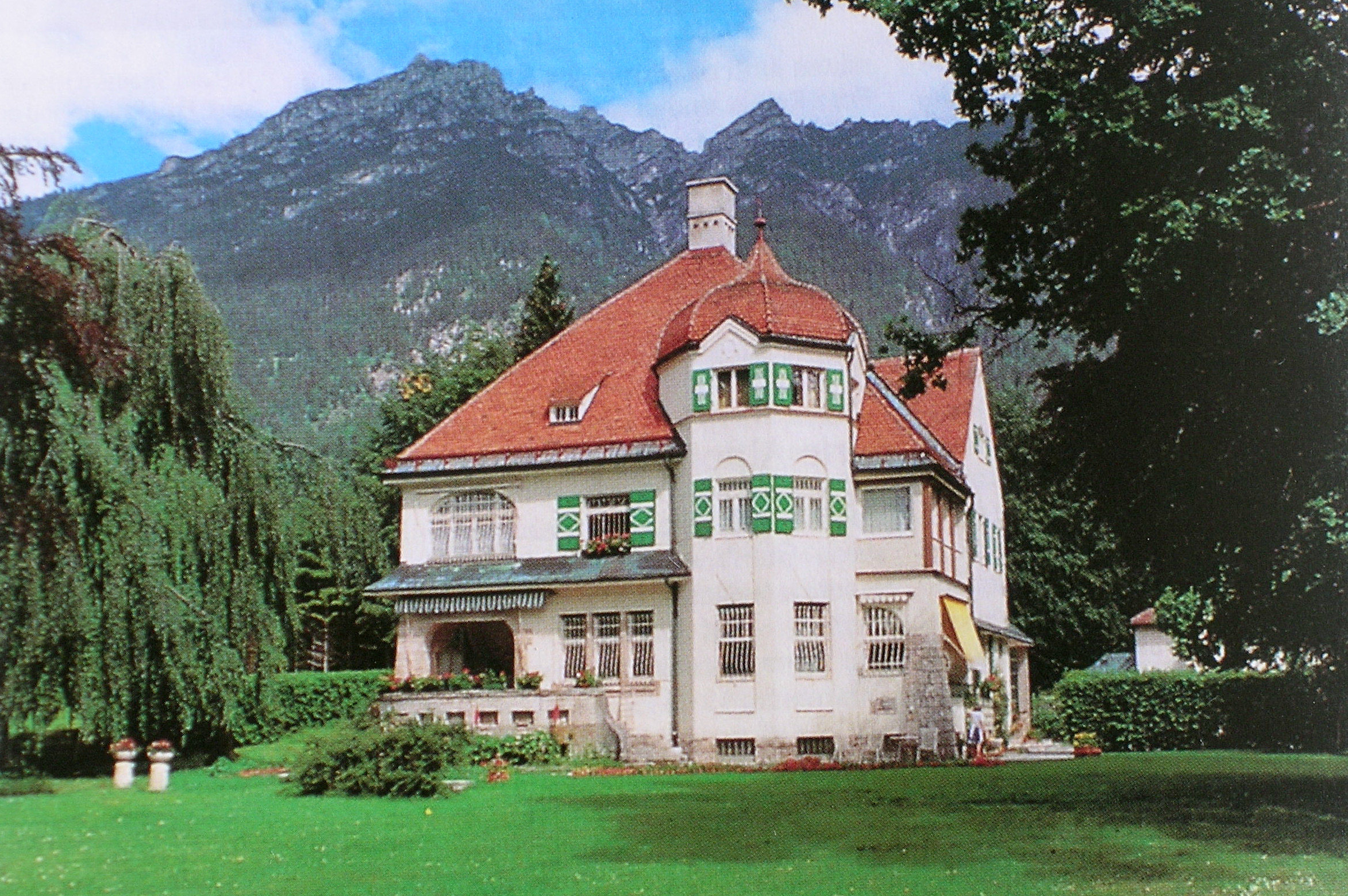
Strauss villa i Garmisch

Titeln Intermezzo är mångtydig. Den kan syfta på:
- 1. den händelse i makarna Strauss äktenskap som var upprinnelsen till operan
- 2. avbrottet i samarbetet med von Hofmannsthal
- 3. en historisk referens till de intermezzi från 1700-talets operavärld, en sorts komiska musikaliska mellanstycken i nutid insatta mellan akter eller scener i en opera seria. De kunde vara kompletta verk i sig men kortare och kontrasterade till opera seria i antingen komik eller tragik. Den mest kända intermezzi-operan torde vara Pergolesis opera buffa La serva padrona från 1733.

Strauss betraktade själv operan endast som ett mellanstopp i väntan på ett nytt libretto från von Hofmannsthal:
| ” | Komponerandet av min lilla äktenskapsopera går väldigt bra. Helheten sitter ihop bra och strukturen och musiken kommer kompensera vad den saknar i poetisk händighet. Detta kommer hålla mig sysselsatt tills jag får en ny Hofmannsthal - vilket jag hoppas blir snart. | „ |

En räcka av förslag diskuterades men inga beslut gjordes. Det var under tiden som båda var upptagna på sina egna områden. von Hofmannsthal med pjäserna Der Schwierige, Der Unbestechliche, Das Große Welttheater och Der Turm. Strauss med baletten Schlagobers och Intermezzo.
I operan valde Strauss att använda sig av flera metoder för att behandla texten, allt från talad dialog till melodram och secco-recitativ till expressiv recitativ och endast i nödfall melodisk sång. Alltid med textens klarhet i centrum. Operans två akter innehåller inte mindre än tolv instrumentala mellanspel varav de flesta dessutom beledsagar scenbyten. Operans huvudperson är otvetydigt Christine. Hon finns med i tio av de 13 scenerna medan hennes man endast figurerar i fem. Trots skillnader i kontexten finns ett släktskap mellan henne och färgerskan i Die Frau ohne Schatten. Inte så konstigt då von Hofmannsthal själv sa i början av arbetet med den operan att Strauss fru hade stått modell för den karaktären.

## Zeitoper
Intermezzo torde vara det tidigaste exemplet på en så kallad Zeitoper (nutidsopera) vilken kännetecknas av nutida handling och karaktärer, dessutom gärna användning av modern teknologi inom själva handlingen (telefon, hissar, flygplan, telegram, radio). Genren hade en kort blomstringstid i Tyskland under Weimarrepubliken. Andra verk inom genren är Jonny spielt auf (1927) av Ernst Krenek, Hin und zurück (1927) och Neues vom Tage (1929) av Paul Hindemith, Der Zar lässt sich photographieren (1928) av Kurt Weill och Von heute auf morgen (1930) av Arnold Schönberg.

## Roller
| Roller                                     | Stämma    | Rollbesättning vid premiären 4 november 1924 Dirigent: Fritz Busch |
| ------------------------------------------ | --------- | ------------------------------------------------------------------ |
| Christine Storch                           | Sopran    | Lotte Lehmann                                                      |
| Hovkapellmästare Robert Storch, hennes man | Baryton   | Joseph Correck                                                     |
| Franzl, deras 8-årige son                  | Talroll   |                                                                    |
| Anna, kammarjungfru                        | Sopran    | Liesel von Schuch                                                  |
| Baron Lummer                               | Tenor     | Theo Strack                                                        |
| Notarien                                   | Baryton   | Robert Büssel                                                      |
| Hans fru                                   | Sopran    | Elfriede Haberkorn                                                 |
| Kapellmästare Stroh                        | Tenor     | Hanns Lange                                                        |
| Kommerserådet                              | Baryton   | Ludwig Ernold                                                      |
| Justitierådet                              | Baryton   | Adolph Schoepflin                                                  |
| Sångaren                                   | Bas       | Willy Bader                                                        |
| Fanny, köksan                              | Talroll   | Anna Bolze                                                         |
| Marie och Therese, husor                   | Talroller | Erna Frese                                                         |
| Resi, en ung dam                           | Sopran    |                                                                    |

## Handling

### Akt 1
ca 76 minuter
Hemma hos Hovkapellmästare Robert Storch i Grundlsee. Klockan är sju på morgonen. Storch och hans fru Christine packar hans resväskor för han måste åka till Wien och arbeta. Det pågår ständiga gräl mellan Storch och hans självständiga fru. Hon klagar över tjänstefolket, över Storchs tankspriddhet och över det faktum att han aldrig är hemma. Storch är oberörd ty han är van vid hustruns utbrott sedan många år. När hon börjar att kritisera hans familj och ursprung, flyr han till ett angränsande rum för sin frukost.
Anna, kammarjungfrun, vet alltför väl vad som ska hända, så snart som Storch har rest kommer husfrun bli ledsen. Robert återvänder för att ta farväl av sin fru. Christine, alltid hjälpsam, vinkar av honom med några välmenande ord.
Christine har äntligen klätt på sig. Trots att hon klagar över makens bortavaro reser hon aldrig med honom. Hur kunde hon när det finns så mycket att göra: vaka över sin lille son Franzl, diskutera menyn med köksan och telefonera. Men så snart som hon börjar klaga över maken igen, tar Anna hans parti. Christine kan inte medge att hon älskar honom lika mycket som han älskar henne. En av hennes vänner ringer upp och de bestämmer sig för att åka skridskor. Under åkturen råkar hon knuffa till baron Lummer. Medan de talar inser hon att hans föräldrar känner hennes och hon inbjuder honom till sitt hem. 
Christine har gått och dansat på hotellet med baron Lummer som flörtar med henne. Väl hemma skriver hon ett brev till maken och berättar lite löst om sin vänskap med baronen. Äntligen någon som ser henne och inte bara hustrun till den berömde dirigenten! Baron Lummer kommer på visit. Efter lite kallprat börjar de läsa skvallerspalterna i tidningarna. Christine undrar när baron ska börja sina studier men han föredrar att undvika att svara på frågan. Han föredrar att resa, om det inte vore så dyrt... Christine återvänder till tidningen och baronen för in samtalet på sina ekonomiska bekymmer. Christine deklarerar att hon är villig att lägga ett gott ord för honom när hennes man återvänder. Baronen är skeptisk, men hon övertygar honom: hennes man är så snäll, så godhjärtad, så generös - kort sagt är han godheten personifierad. Han till och med ger med sig när hon har fel! Men baronen föredrar handling framför ord: kan inte hon möjligen låna honom lite pengar innan maken återvänder? Hon lugnar honom och arrangerar ett möte med honom nästa dag.
Så snart som Lummer har gått går hennes tankar till sin bortreste man...
Baronens rum hemma hos notarien. Baronen funderar på att sticka. Det är meningslöst att tillbringa varje kväll med Christine bara för att hon har långtråkigt. Lummers flickvän Resi kommer oväntat på besök men han kör iväg henne. Han misstänker att notariens fru skvallrar. Sedan bestämmer han sig för ett sista försök att klämma Christine på pengar. Han skriver ett brev till henne som han ska överräcka senare. 
Middag hos Storch. Christine är upprörd över baronens förfrågan om 1000 Mark. Hon tar kyligt emot honom. Ett brev har anlänt till hennes man. Hon öppnar det och läser: "Min älskling! Sänd mig två biljetter till operan imorgon! Efteråt möts vi i baren som alltid. Din Mieze Maier." Så! Hennes make är otrogen. Hade hon inte alltid anat det? Genast sänder hon ett telegram till maken i vilket hon berättar att hon lämnar honom. Sedan ger hon order att hennes väskor ska packas.
I sonens sovrum. Christine sitter på Franzls säng. Hon är utom sig av sorg och självömkan och berättar för Franzl att de måste skiljas. Då Franzl håller på pappa vänder sig hon om och suckar, hon har alltid varit för god för honom!

### Akt 2
ca 55 minuter
Kommerserådet, justitierådet, sångaren och kapellmästare Stroh spelar ett parti skat. De talar om Storch och hans impulsiva fru. Storch kommer in. När de gör sig lustiga över honom och hans frus äventyr försvarar han henne passionerat. Christines telegram anländer i samma stund. Storch är chockad och rusar ut för att tänka över saken. De andra diskuterar saken flyktigt innan de återgår till spelet.
Christine vill ha skilsmässa, men notarien är endast villig att göra så efter att han har pratat med Storch. Förargad lämnar hon kontoret.
I Pratern rasar en storm. Storch vandrar planlöst omkring, inte vetande vad han ska ta sig till. Stroh dyker upp och bekänner att brevet egentligen var ämnat till honom och att det hamnade hos Storch bara för att deras namn är lika. Storch säger till Stroh att han måste gå till Christine direkt och förklara allt.
Christine har skickat baronen till Wien för att leta reda på Mieze Maier och ta reda på om hennes man har en affär med henne. Men hon och Anna tvivlar på om baronen är kompetent nog för uppdraget. För övrigt har hon glömt att ge baronen ett foto av sin man. Ett nytt telegram anländer i vilket Storch berättar om missförståndet. Christine är skeptisk, detta kan vara ytterligare en ursäkt. Stroh anländer och visas in. 
Christine inväntar otåligt sin makes ankomst. Men så snart han kommer mottar hon honom kyligt, så lätt ska hon inte förlåta. Hon smågrälar tills Storch förlorar tålamodet och rusar ut. Christine blir bestört. Baronen återvänder från Wien. Christine behandlar honom avvisande och kör iväg honom. När Storch återkommer retar han henne för hennes beundran för den unge mannen och Christine erkänner att baronen har bett om ett lån på 1000 Mark. Storch skrattar och hon lovar att aldrig mer reta upp honom.

## Orkesterbesättning
- Träblåsinstrument

2 tvärflöjter (Flöjt 2 dubblerar piccoloflöjt),
2 oboer (Oboe 2 dubblerar Engelskt horn),
2 klarinetter (klarinett 2 dubblerar basklarinett i A),
2 fagotter (fagott 2 måste spela lågt A i Akt 2)
- Bleckblåsinstrument

3 valthorn (i F, E, D, Ess-Dur och A),
2 trumpeter (i C),
2 tromboner
- Slagverk

Pukor, cymbaler, virveltrumma, triangel, bastrumma, slädbjällror
- Klaverinstrument

Piano,
tramporgel
- Stråkar

Harpa,
Violin I (11),
Violin II (9),
Viola (5),
Cello (5),
Kontrabas (3)

## Diskografi (urval)
| År   | Roller: Christine Storch, Robert Storch, Anna, Baron Lummer            | Dirigent/Orkester                                     | Skivmärke                                      |
| ---- | ---------------------------------------------------------------------- | ----------------------------------------------------- | ---------------------------------------------- |
| 1963 | Hanny Steffek, Hermann Prey, Gertrud Freedman, Ferry Gruber            | Joseph Keilberth, Bayerska Statsorkestern             | Cat: 1818 DVD: Legato Classics                 |
| 1980 | Lucia Popp, Dietrich Fischer-Dieskau, Gabriele Fuchs, Adolf Dallapozza | Wolfgang Sawallisch, Bayerska Radions Symfoniorkester | CD: EMI Cat: 7 49337-2                         |
| 1983 | Felicity Lott, John Pringle, Elizabeth Gale, Ian Caley                 | Gustav Kuhn, London Philharmonic Orchestra            | Cat: CVI 2024                                  |
| 2014 | Simone Schneider, Martina Welschbach, Peter Nice, Sophie Mitterhuber   | Ulf Schirmer, Münchens Radioorkester                  | CD: Classic Produktion Osnabrück, Cat: 7779012 |